# 栗下站
栗下站（：／ Yulha yeok */?）是大邱地鐵1號線沿線的一座地下車站，位於韓國大邱廣域市東區栗下洞，韓語副站名為「항시원外科」（항시원외과）。

## 車站結構
站體為2面2線側式月台的地下車站，候車月台設有月台幕門，並有5處出口。

### 月台配置
| 龍溪 ↑ |
| \| 上  |
| ↓ 新基 |

| 月台 | 路線               | 目的地                       |
| ---- | ------------------ | ---------------------------- |
| 上行 | ●大邱都市铁道1号线 | 半月堂、中央路、舌化椧谷方向 |
| 下行 | ●大邱都市铁道1号线 | 新基、半夜月、安心方向       |

## 历史
- 1998年5月2日：开通使用。

## 車站周邊
- 栗下洞郵局
- 栗下南橋
- 現代汽車安心經銷商
- LG電子安心營業所
- 三星電子安心營業所
- 樂天Hi-Mart（朝鲜语：롯데하이마트）安心店
- 樂天購物商城

## 圖片

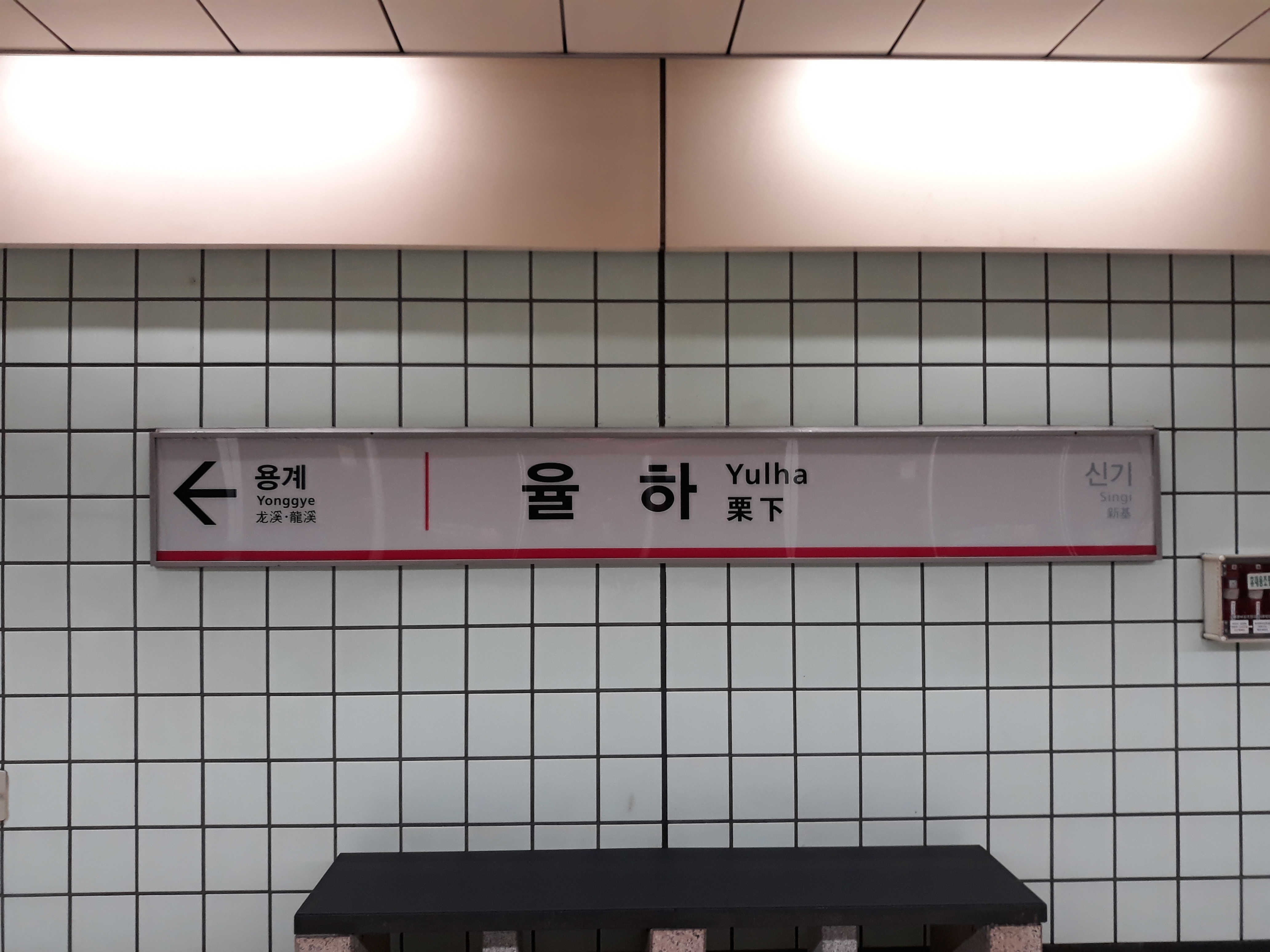
站名牌（舊式）
資訊告示
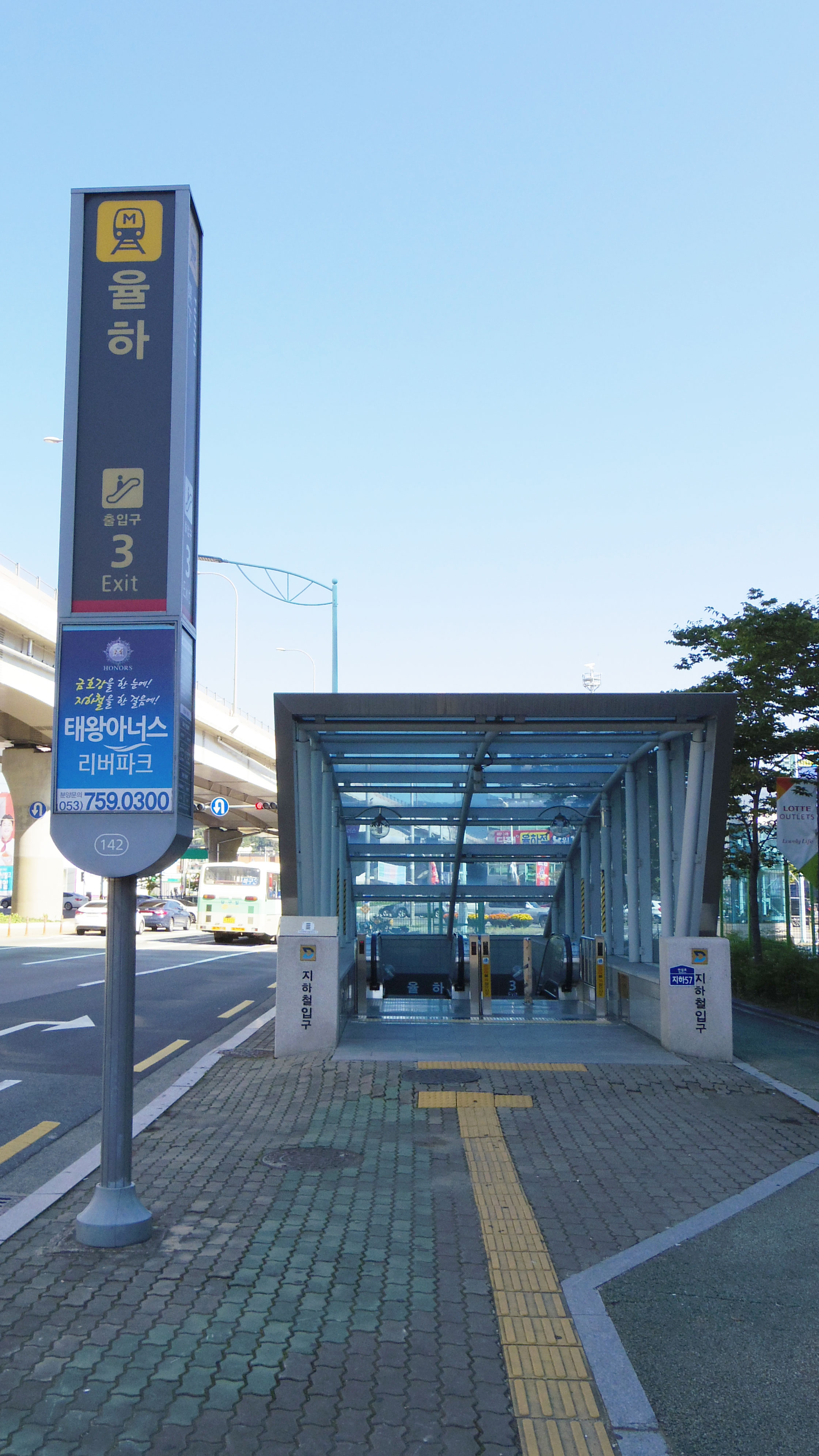
3號出口
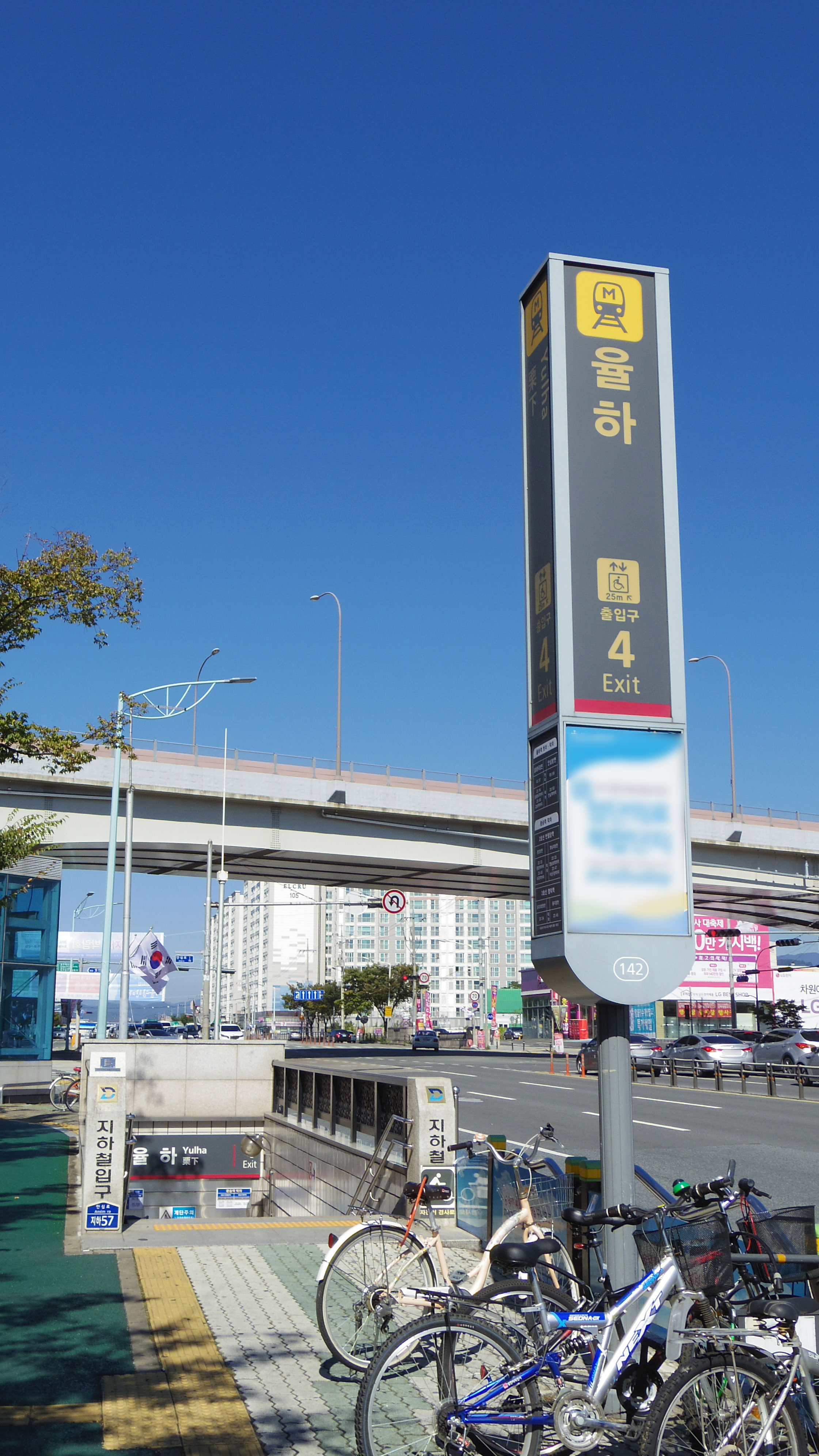
4號出口

## 相鄰車站
大邱都市鐵道公社
●大邱都市铁道1号线
龍溪（141）－栗下（142）－新基（143）